# Phryxe microcera
Phryxe microcera là một loài ruồi trong họ Tachinidae.